# Antoine du Bourg

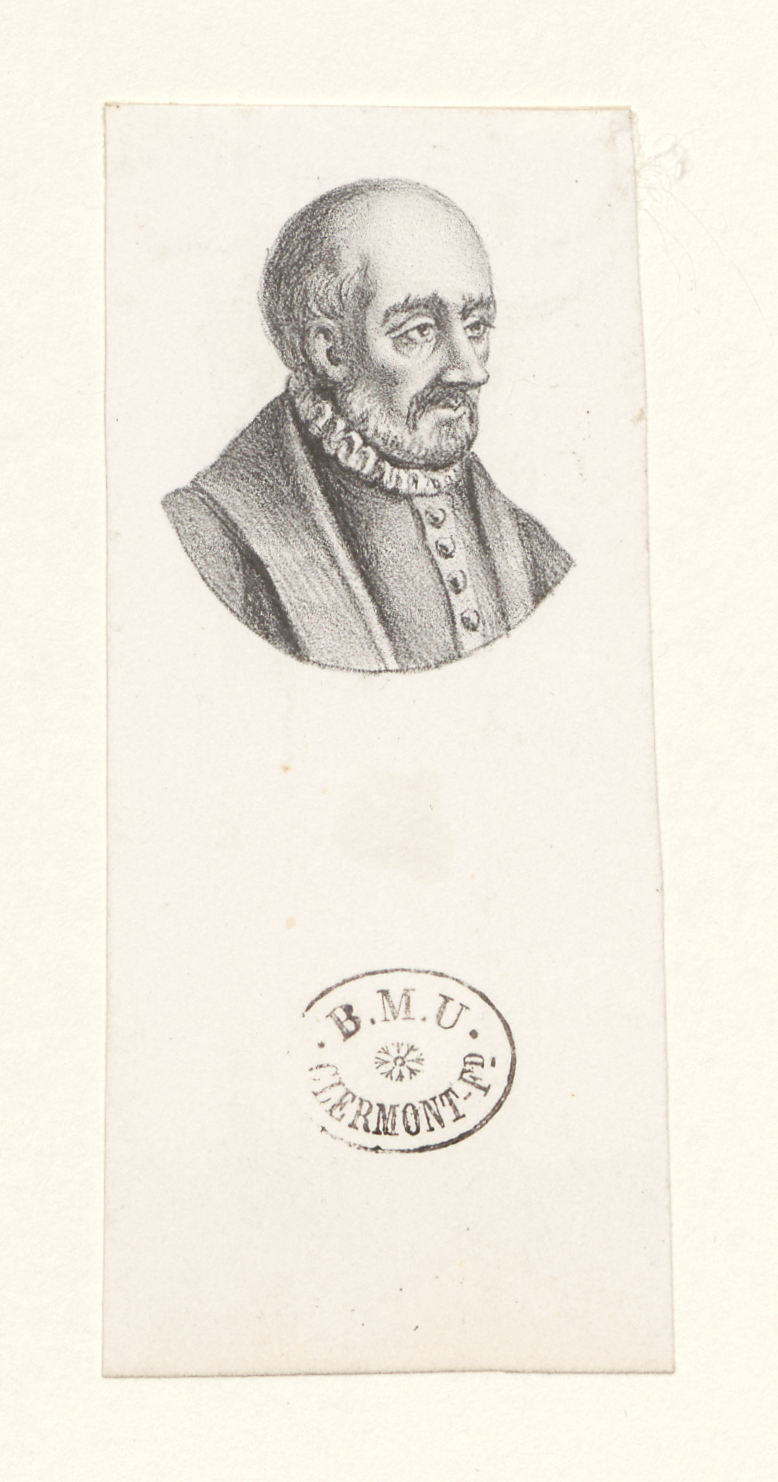
Antoine du Bourg

Antoine du Bourg, Baron de Saillans (* vor 1490 in La Seille; † 28. Oktober 1538 in Laon) war Kanzler von Frankreich unter König Franz I.

## Leben
Antoine du Bourg war der Sohn von Anne du Bourg, Seigneur du Bourg, und Anne de la Mercy, Dame de Saillans. Seine Karriere als Magistrat im Dienste der Monarchie begann 1526 als ziviler Leutnant am Pariser Châtelet, 1532 wurde er zum Maître des requêtes und 1534 zum Präsidenten des Parlement de Paris ernannt. Die letzte Position erhielt er durch seine Tätigkeit als Ratgeber am Parlement de Bretagne, wo er den Vorsitz bei den Grands Jours de Moulins führte.
Am 16. Juli 1535 wurde er nach dem Tod seines Mentors Antoine Duprat von Franz I. zum Ritter geschlagen und am gleichen Tag  zum Kanzler von Frankreich ernannt. Dieses Amt behielt er bis zu seinem Unfalltod am 28. Oktober 1538, wo er – nachdem er König Franz I. nach Laon begleitet hatte – inmitten der Menschenmenge von seinem Maultier gestürzt wurde.
Er trug dazu bei, dass das im selben Jahr in Coucy unterzeichnete Toleranzedikt erlassen wurde, mit dem reuigen Reformierten in Frankreich Amnestie angeboten wurde. Er veröffentlichte das Edikt von Joinville (mit dem die Organisation der Justiz in der Provence reformiert und vereinfacht wurde) und das Edikt von Is-sur-Tille.
Die Korrespondenz, die Antoine du Bourg in seiner Funktion als Kanzler während etwas mehr als drei Jahren erhielt und die in den Nationalarchiven im Trésor des chartes unter den Papieren aufbewahrt wird, die von Franz I. bei der Verhaftung von Guillaume Poyet beschlagnahmt wurden (Nationalarchive, J//963 bis J//968), ist eine der umfangreichsten Sammlungen von Verwaltungsbriefen, die für diese Verantwortungsebene im Frankreich der Renaissance erhalten geblieben sind. Sie berührt alle Tätigkeitsbereiche des Kanzlers in dieser Zeit, von der Justiz über die königlichen Finanzen bis hin zur Überwachung des Druckwesens und der Wirtschaftspolitik des Königreichs.
Zu dieser Korrespondenz gehört auch die von Louis Caillaud, dem Président des Enquêtes des Pariser Parlements, an den Kanzler Antoine du Bourg gerichtete Anfrage, ob die Ausgabe der Great Bible, einer vom englischen König Heinrich VIII. gewünschten Bibelübersetzung, in Paris gedruckt werden dürfe, um alle Kirchen in dessen Königreich damit auszustatten.

## Ehe und Nachkommen
Aus seiner Ehe mit Anne oder Jeanne Henard hinterließ er mehrere Kinder:
- François du Bourg (1515–1568), 1537 Bischof von Rieux;
- Jean-Baptiste du Bourg († 1604), 1575 Bischof von Rieux;
- Amable du Bourg, ließ sich in Toulouse nieder;
- Charles-Antoine du Bourg († 1569), 1538 Baron de Saillans; ⚭ Nicole de Clermont-d’Ondredieu;